# Barão de Santo Amaro
Barão de Santo Amaro foi um título nobiliárquico criado por D. João VI de Portugal, por decreto de 6 de janeiro de 1818, a favor de
José Egídio Álvares de Almeida.
Titulares
1. José Egídio Álvares de Almeida, 1.º barão, visconde com grandeza e marquês de Santo Amaro.[1]
2. Manuel Nunes de Melo, 2.º barão de Santo Amaro